# Послания (фильм)
«Посла́ния» (англ. Messages) — британский фильм-триллер режиссёра Дейвида Фэйрмана, мировая премьера которого состоялась 15 июня 2007 года.

## Сюжет
После смерти жены Кэрол в автокатастрофе патологоанатом Ричард Мюррей стал периодически впадать в запои. В городе начались таинственные убийства — маньяк убивал молодых женщин и выковыривал им глазки. Расследованием занялись психолог Френсис Билз, старая знакомая Ричарда, и экстравагантный детектив Коллинз. Выпивая, Ричард забывает, что с ним происходит. Со временем ему начинает казаться, что это он убивает женщин, они приходят к нему во сне, в компьютере он видит таинственные сообщения. Полиция тоже приходит к выводу о том, что Ричард убийца. Истинным же убийцей оказывается священник и знакомый Ричарда отец Джон Рэндалл. Он был виновником гибели жены Ричарда и хочет подставить Ричарда, убив Френсис, а улики обратить против Ричарда. В итоге Рэндалла убивают призраки убитых им женщин, изуродованный негодяй помирает на дороге, говоря «Это ещё не конец». Фильм заканчивается тем, что Ричард и Френсис собираются на отдых и звонит телефон, из трубки загробный голос Джона Рэндалла говорит: «Это ещё не конец».

## В ролях
| Актёр                | Роль                  |
| -------------------- | --------------------- |
| Джефф Фэйи           | Ричард Мюррей         |
| Ким Томсон           | Френсис Билз          |
| Джон-Пол Гейтс       | Джон Рэндалл          |
| Мартин Коув          | детектив Коллинз      |
| Брюс Пэйн            | доктор Роберт Голдинг |
| Джеральдин Александр | Кэрол Мюррей          |
| Фрида Фаррелл        | Николь                |